# Helmut Maxeiner
Helmut Maxeiner (* 9. April 1952 in Berlin; † 22. November 2009 bei Stahnsdorf) war ein deutscher Rechtsmediziner.

## Leben
Nach dem Medizinstudium wurde Helmut Maxeiner 1980 an der Freien Universität Berlin mit einer rechtsmedizinischen Arbeit über Schlagaderverletzungen am Hirngrund promoviert. In seiner Habilitationsschrift über Rechtsmedizinische Kehlkopfbefunde entwickelte er die heutige Standardmethode zur Untersuchung eines Kehlkopfes.
Als Mitarbeiter des Instituts für Rechtsmedizin der Freien Universität und – nach der Fusion der Berliner Institute – als Professor der Medizinischen Fakultät der Charité machte er sich einen Namen als Spezialist für traumatische Hirnverletzungen. So leistete er entscheidende Beiträge zur Kenntnis des Schütteltraumas bei Säuglingen.
Als Vorsitzender der Promotionskommission der Charité engagierte Maxeiner sich besonders für die Förderung des akademischen Nachwuchses.